# なりすまし悪魔
『なりすまし悪魔 （デビル）』（なりすましでびる）は、2011年6月30日（木）深夜25：00からフジテレビで放送されたバラエティのお笑い特別番組である。

## 内容
『なりすまし悪魔 (デビル)』 (フジテレビ関東ローカル)は、『世間に蔓延る、”本物になりすました悪魔”に騙されずに、本物を見抜けるか？』がコンセプトのバラエティ番組。
多数の芸人が本物 (プロ)になりすましたVTRをスタジオで見て推理・解答後、正解VTRという流れ。関東ローカルの２５時台の深夜番組としては、豪華な出演者が揃っていた。
スタジオでは悪魔将軍に扮した古田新太がMCを担当。千原ジュニア、設楽統 (バナナマン)、比嘉愛未、八代英輝 (国際弁護士)の４人が解答者として問題に挑んだ。

### トップアイドルAKB48・前田敦子になりすまし
『本物の前田敦子の私服はどっち？』という2択問題。2つのマネキンが登場。1つが前田敦子の本物の私服、もう1つが南海キャンディーズ・山里亮太が前田敦子になりすまして選んだ洋服。

### トップグラビアアイドルになりすまし
『本物のグラビアアイドルの谷間はどれ？』という4択問題。胸の谷間アップの巨大写真が4つ、スタジオに登場。4つのうち3つは男性タレントの谷間。本物のグラビアアイドルの谷間は1つだけ。

### 武田鉄矢になりすまし
『本物の武田鉄矢の声はどれ？』という4択問題。電話機が4つ、スタジオに登場。1つずつ留守番電話に残されたメッセージを再生していく形式がとられた。4つのメッセージのうち3つは、武田鉄矢になりすましたものまねタレントの声。本物・武田鉄矢のメッセージは1つだけ。

### "ベタどっきり"になりすまし
『本当にどっきりにかかっているのは誰？』という4択問題。嶋大輔が怒り、ピース綾部・ピース又吉・フットボールアワー岩尾・酒井敏也が怖がるというどっきりVTRで出題された。4人とも怖がっているように見えるが、3人は怖がっているフリをしている。本当にどっきりで怖がっているのは1人だけ。

### プロの書家になりすまし
『プロの書家が書いた作品はどれ?』という4択問題。4つの書がスタジオに登場。4つの書は、プロの書家・だんきょうこ、内藤大助、武田修宏、オリエンタルラジオ中田敦彦によって書かれた。

## キャスト

### スタジオ出演
- MC:古田新太（デビルキング）

### スタジオ解答者
- 千原ジュニア
- 設楽統（バナナマン）
- 比嘉愛未
- 八代英輝（国際弁護士）

### VTR出演
- 前田敦子 (AKB48)
- 武田鉄矢
- ピース
- コロッケ
- 日村勇紀 (バナナマン)
- 岩尾望 (フットボールアワー)
- 吉木りさ
- 中田敦彦 (オリエンタルラジオ)
- 嶋大輔
- 酒井敏也
- 山里亮太 (南海キャンディーズ)
- 大地洋輔 (ダイノジ)
- ホリ
- 三又又三
- 武田修宏
- 内藤大助
- 中西学 (新日本プロレス)

## スタッフ
- 構成：岩本哲也、金森直哉、山内正之
- SW：坂本淳一
- CAM：馬場雄二
- AUD：佐藤浩一
- 照明：野崎政克
- VE：鈴木貴裕
- EED：一ノ瀬勝 (笑カンパニー)
- MA：中村和弘 (笑カンパニー)
- 音響効果：松長芳樹 (Digitalcircus)
- CG：大森清一郎
- 美術制作：井上明裕
- デザイン：棈木陽次
- 美術進行：平山雄大
- アクリル装飾：児玉希生
- 電飾・特殊装置：平野　寛
- 大道具：石井一之介
- 装飾：菊地　誠
- メイク：宮崎　香
- 衣裳：宮澤　愛
- スタイリスト：伊賀瀬晴美
- ナレーション：松元真一郎  (フジテレビアナウンサー )
- 協力：八峯テレビ、池袋ALTA、FLT
- 制作協力：FCC
- 編成：佐々木渉
- デスク：稲月彰子
- 広報：小中ももこ
- TK：海老沢廉子
- FD：東隆志
- AP：黒柳法子
- ディレクター：杉原裕一
- 制作プロデューサー：増當一也
- 企画・演出：庄司裕暁
- プロデューサー：北口富紀子
- チーフプロデューサー：清水泰貴
- 製作著作：フジテレビ